# Tomás González (Schriftsteller)
Tomás González (* 18. März 1950 in Medellín in Kolumbien) ist ein kolumbianischer Schriftsteller, dessen literarische Karriere in den 1980er Jahren begann.

## Leben
Tomás González studierte Philosophie an der Universidad Nacional de Colombia, war Barman in Bogotá und schrieb in den folgenden Jahren Erzählungen, Romane und Gedichte. In Miami in Florida betrieb er eine Fahrradwerkstatt, bevor er 16 Jahre lang als Journalist und Übersetzer in New York arbeitete.
Bereits sein erster Roman, Am Anfang war das Meer, fand in Lateinamerika große Beachtung. „Anders als sein Landsmann García Márquez, der Exotik auf Erotik reimt, bestätigt Tomás González keine exotischen Klischees, sondern dekonstruiert den gängigen Lateinamerika-Diskurs, indem er das Vertraute dem fremden Blick aussetzt – nicht umgekehrt.“
2002 kehrte er nach Kolumbien zurück und lebte acht Jahre lang in Chía, einem Städtchen an der Stadtgrenze von Bogotá. Heute lebt er eine Stunde Autofahrt nördlich der kolumbianischen Hauptstadt in Cachipay im Departement Cundinamarca.

## Familie
Tomás González ist ein Neffe des kolumbianischen Juristen, Schriftstellers und Philosophen Fernando González Ochoa (1895–1964).

## Werke (Auswahl)
- 1983: Primero estaba el mar.
  - deutsch: Am Anfang war das Meer. Übersetzt von Peter Schultze-Kraft und Gert Loschütz. Fischer Taschenbuch Verlag, Frankfurt am Main 2010, ISBN 978-3-596-18479-8.
- 1987: Para antes del olvido. das Buch erhielt den Premio Nacional de Novela Plaza & Janés
  - deutsch: Die versandete Zeit. Roman, übersetzt von Richard Gross und Peter Schultze-Kraft. Edition 8, Zürich 2010, ISBN 978-3-85990-157-5.
- 1994: El rey del Honka-Monka. Erzählungen
  - deutsch: Carola Dicksons unendliche Reise: Drei Leben. Übersetzt von Peter Stamm, Gert Loschütz, Ofelia und Peter Schultze-Kraft. Edition 8, Zürich 2007, ISBN 978-3-85990-117-9 (enthält die drei Erzählungen Ein unwahrscheinliches Grün, Carola Dicksons unendliche Reise und Der König vom „Honka-Monka“).
- 1997: La historia de Horacio.
  - deutsch: Horacios Geschichte. Übersetzt von Rainer Schultze-Kraft und Peter Schultze-Kraft.  Fischer Taschenbuch Verlag, Frankfurt am Main 2011, ISBN 978-3-596-18480-4.
- 1997: Manglares. Gedichte
  - deutsch: Mangroven. Übersetzt von Karina Theurer, Peter Schultze-Kraft und Gert Loschütz. Edition 8, Zürich 2015, ISBN 978-3-85990-257-2.
- 2003: Los caballitos del diablo. Roman. Editorial Norma, S.A.
  - deutsch: Die Teufelspferdchen.  Übersetzt von Peter und Ofelia Schultze-Kraft. Edition 8, Zürich 2008, ISBN 978-3-85990-127-8.
  - als Fischer Taschenbuch: Fischer Taschenbuch Verlag, Frankfurt am Main 2012, ISBN 978-3-596-18478-1.
- 2011: La luz difícil. Roman. Alfaguara Colombia, El callejón de Cervantes, Bogotá, Kolumbien 2011, ISBN 978-958-758-253-6.
  - deutsch: Das spröde Licht. Übersetzt von Rainer Schultze-Kraft und Peter Schultze-Kraft, S. Fischer Verlag, Frankfurt am Main 2012, ISBN 978-3-10-026605-7.
- 2012: El lejano amor de los extraños, Kurzgeschichten. Alfaguara Colombia, Bogotá, Kolumbien, ISBN 978-958-758-483-7.
- 2013: Temporal. Alfaguara Colombia, Bogotá, Kolumbien, ISBN 978-958-758-581-0.
  - deutsch: Was das Meer ihnen vorschlug. Übersetzt von Rainer Schultze-Kraft und Peter Schultze-Kraft. Mareverlag, Hamburg 2016, ISBN 978-3-86648-231-9.
- 2015: Niebla al mediodía, novela. Alfaguara Colombia, Bogotá, Kolumbien, ISBN 978-958-888-339-7.
- 2016: El expresso del sol. Erzählung.